# Bandırma Kırmızı
El Bandırma Kırmızı es un equipo de baloncesto turco con sede en la ciudad de Bandırma, que compite en la TBL, la segunda división de su país. Disputa sus partidos en el Kara Ali Acar Sport Hall, con capacidad para 3,000 espectadores. Es el filial del Banvit Basketbol Kulübü.

## Nombres
- Genç Banvitliler
(2005-2011)
- Banvit Kırmızı
(2011-2012)
- Bandırma Kırmızı
(2012-presente)

## Resultados en liga
| Temporada | División | Liga | Posición | Play-Offs           | Copa Turca                   |
| --------- | -------- | ---- | -------- | ------------------- | ---------------------------- |
| 2005–06   | 3        | TB3L | 1º       | Ascenso             | –                            |
| 2006–07   | 2        | TB2L | 5º       | Playoffs de ascenso | –                            |
| 2007–08   | 2        | TB2L | 7º       | Playoffs de ascenso | –                            |
| 2008–09   | 2        | TB2L | 8º       | Playoffs de ascenso | –                            |
| 2009–10   | 2        | TB2L | 10º      | –                   | –                            |
| 2010–11   | 2        | TB2L | 1º       | AscensoCampeón      | –                            |
| 2011–12   | 1        | TBL  | 16º      | Descenso            | Fase de grupos               |
| 2012–13   | 2        | TB2L | 9º       | –                   | CampeónCopa de la Federación |
| 2013-14   | 2        | TB2L | 17º      | Descenso            | –                            |
| 2014-15   | 3        | TB3L | 2º       | Ascenso2º           | –                            |
| 2015–16   | 2        | TBL  | 14º      | –                   | –                            |
| 2016–17   | 2        | TBL  | 10º      | –                   | –                            |
| 2017–18   | 2        | TBL  | 7º       | –                   | –                            |

## Palmarés
- TB2L
  - Campeón Grupo A: 2011
  - Campeón: 2011

- Copa de la Federación
  - Campeón: 2013

## Jugadores destacados
| - Erris Nushi - Marko Kolarić - Yunus Emre Akçay - Metehan Akyel - Eray Akyüz - Zafer Alp - Talat Alp Altunbey - Cihan Amasyalı - Ragıp Berke Atar - Anil Binici - Volkan Çam - Ahmet Cantitiz - Feyzi Çelebioğlu - Erolcan Çinko - Mutlu Demir - Şafak Edge - Tolga Geçim | - Mert Gizir - Ayberk Güleryüz - Ufuk Gürgen - Sertay Gürsu - Polat Kaya - Cihan Mumcuoğulları - Tufan Önen - Kerem Özel - Emre Özkan - Özgür Şahin - Cenk Şekeroğlu - İzzet Türkyılmaz - Yiğitcan Turna - İsmail Cem Ulusoy - Barış Yalman - Çağrı Yeşildağ - İbrahim Yıldırım | - Burak Yönder - Zachary Andrews - Gilbert Brown - Jason Forte - Phil Greene IV - R.T. Guinn - Franklin Hassell - Gary McGhee - Paul Miller - Deshawn Stephens - Raymond Sykes - Harvey Todd - Murat Kozan - Duşan Çantekin - Ekene Ibekwe |